# Supercoupe du Japon de football 1995
Navigation
Édition précédente Édition suivante
L'édition 1995 de la Supercoupe du Japon est la 2e de la Supercoupe du Japon et se déroule le 11 mars 1995 au Stade olympique national à Tokyo au Japon.
Les règles du match sont les suivantes : la durée de la rencontre est de 90 minutes, puis, en cas de match nul, les deux équipes se départageront directement lors d'une séance de tirs au but.
Le match oppose le Verdy Kawasaki, vainqueur de la J League 1994, face au Bellmare Hiratsuka, vainqueur de la Coupe du Japon 1994.

## Feuille de match
| Bellmare ·      |                  |     |
| Titulaires :    |                  |     |
|                 |                  |     |
| 01              | Nobuyuki Kojima  |     |
| 02              | Hironari Iwamoto |     |
| 03              | Taku Watanabe    |     |
| 04              | Fujio Yamamoto   |     |
| 05              | Tetsuya Takada   |     |
| 06              | Edson            |     |
| 07              | Kazuaki Tasaka   |     |
| 08              | Betinho          |     |
| 09              | Teruo Iwamoto    | 73e |
| 10              | Koji Noguchi     | 82e |
| 11              | Almir            |     |
|                 |                  |     |
| Remplaçants :   |                  |     |
| 12              | Teppei Nishiyama | 73e |
| 13              | Hidetoshi Nakata | 82e |
|                 |                  |     |
| Entraîneur :    |                  |     |
| Mitsuru Komaeda |                  |     |

| Kawasaki ·        |                     |     |
| Titulaires :      |                     |     |
|                   |                     |     |
| 01                | Takayuki Fujikawa   |     |
| 02                | Luiz Carlos Pereira |     |
| 03                | Satoshi Tsunami     | 58e |
| 04                | Ko Ishikawa         |     |
| 05                | Tadashi Nakamura    |     |
| 06                | Shigetoshi Hasebe   |     |
| 07                | Tetsuji Hashiratani |     |
| 08                | Tsuyoshi Kitazawa   |     |
| 09                | Bismarck            |     |
| 10                | Alcindo             |     |
| 11                | Shinji Fujiyoshi    | 45e |
|                   |                     |     |
| Remplaçants :     |                     |     |
| 12                | Nobuhiro Takeda     | 45e |
| 13                | Takanori Nunobe     | 58e |
|                   |                     |     |
| Entraîneur :      |                     |     |
| Nelsinho Baptista |                     |     |

| Bellmare ·      |                  |     |
| Titulaires :    |                  |     |
|                 |                  |     |
| 01              | Nobuyuki Kojima  |     |
| 02              | Hironari Iwamoto |     |
| 03              | Taku Watanabe    |     |
| 04              | Fujio Yamamoto   |     |
| 05              | Tetsuya Takada   |     |
| 06              | Edson            |     |
| 07              | Kazuaki Tasaka   |     |
| 08              | Betinho          |     |
| 09              | Teruo Iwamoto    | 73e |
| 10              | Koji Noguchi     | 82e |
| 11              | Almir            |     |
|                 |                  |     |
| Remplaçants :   |                  |     |
| 12              | Teppei Nishiyama | 73e |
| 13              | Hidetoshi Nakata | 82e |
|                 |                  |     |
| Entraîneur :    |                  |     |
| Mitsuru Komaeda |                  |     |

| Kawasaki ·        |                     |     |
| Titulaires :      |                     |     |
|                   |                     |     |
| 01                | Takayuki Fujikawa   |     |
| 02                | Luiz Carlos Pereira |     |
| 03                | Satoshi Tsunami     | 58e |
| 04                | Ko Ishikawa         |     |
| 05                | Tadashi Nakamura    |     |
| 06                | Shigetoshi Hasebe   |     |
| 07                | Tetsuji Hashiratani |     |
| 08                | Tsuyoshi Kitazawa   |     |
| 09                | Bismarck            |     |
| 10                | Alcindo             |     |
| 11                | Shinji Fujiyoshi    | 45e |
|                   |                     |     |
| Remplaçants :     |                     |     |
| 12                | Nobuhiro Takeda     | 45e |
| 13                | Takanori Nunobe     | 58e |
|                   |                     |     |
| Entraîneur :      |                     |     |
| Nelsinho Baptista |                     |     |